# Poospiza nigrorufa
La monterita sietevestidos  (Poospiza nigrorufa), también denominada sietevestidos, sietevestidos común, dominiquí sietevestidos o monterita sietevestidos pampeana, es una especie de ave paseriforme de la familia Thraupidae perteneciente al género Poospiza. Es nativa del  centro suroriental de América del Sur.

## Distribución y hábitat
Se distribuye desde el sur de Brasil (desde el sur de Paraná), hacia el sur por el sur de Paraguay, Uruguay y este de Argentina (hasta el sur de Buenos Aires).
Esta especie es considerada bastante común en sus hábitats naturales: las áreas abiertas con árboles bajos y arbustos en humedales, donde dominan totoras (Typha), juncos (Schoenoplectus) y otras herbáceas hidrófilas (Scirpus, Rhynchospora, etc.) así como en llanuras herbáceas cerca del agua, con grandes cortaderas o penacho de las pampas (Cortaderia selloana), generalmente en altitudes bajas (excepto en el sur de Brasil). Hasta los 900 m de altitud.

## Sistemática

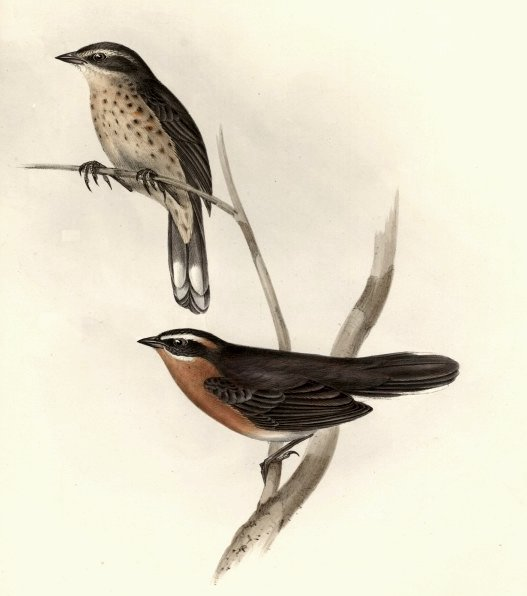
Pipillo personata Swainson = Poospiza nigrorufa, ilustración de John Gould en The zoology of the voyage of H.M.S. Beagle, 1839.

### Descripción original
La especie fue descrita por primera vez por Dámaso Antonio Larrañaga en 1811 bajo el nombre de Motacilla bonariensis, pero no fue publicada hasta que fue descrita por los ornitólogos franceses Alcide d'Orbigny y Frédéric de Lafresnaye en 1837 bajo el nombre científico Emberiza nigro-rufa; su localidad tipo es: «Santa Fe, Argentina».

### Etimología
El nombre genérico femenino Poospiza es una combinación de las palabras del griego «poas»: hierba, y «σπιζα spiza» que es el nombre común del pinzón vulgar, vocablo comúnmente utilizado en ornitología cuando se crea un nombre de un ave que es parecida a un pinzón; y el nombre de la especie «nigrorufa» se compone de las palabras del latín «niger»: negro y «rufus»: rufo, rojizo.

### Taxonomía
La especie Poospiza whitii ya fue considerada una subespecie de la presente, pero su separación fue reforzada por los datos presentados por Jordan, Areta y Holzmann (2017), que sirvieron como base para la aprobación de la separación en la Propuesta N° 753 al Comité de Clasificación de Sudamérica (SACC).
Los datos presentados por los amplios estudios filogenéticos recientes confirman que la presente especie es hermana de Poospiza whitii, y el par formado por ambas es hermano del par formado por Poospiza boliviana y Poospiza ornata.
Es monotípica, no se reconocen subespecies.